# هریکس (نیویورک)
هریکس (به انگلیسی: Herricks) یک منطقهٔ مسکونی در ایالات متحده آمریکا است که در شهرستان نساو، نیویورک واقع شده‌است. هریکس ۱٫۴ کیلومتر مربع مساحت و ۴٬۲۹۵ نفر جمعیت دارد و ۳۵ متر بالاتر از سطح دریا واقع شده‌است.